# Campagne de Kyūshū
 (septembre 2016).
Batailles
Campagne de Kyūshū
- Toshimitsu
- Hetsugi-gawa
- Takajō
- Ganjaku
- Akizuki
- Sendai-gawa
- Kagoshima

La campagne du Kyūshū de 1586-1587 est une des campagnes militaires de Toyotomi Hideyoshi qui cherche à dominer le Japon à la fin de la période Sengoku. Ayant soumis l'essentiel du Honshū et de Shikoku, Hideyoshi tourne son attention vers la plus au sud des principales îles japonaises, Kyūshū, en 1587.

## Déroulement des événements
Les batailles ont fait rage au cours des années précédentes entre les daimyos de Kyūshū et, en 1587, la famille Shimazu de la province de Satsuma est la première puissance sur l'île. En 1586, apprenant les plans de Hideyoshi pour l'invasion, ils lèvent leur siège du château de Tachibana et retirent une grande partie de leurs forces vers la province de Higo tandis que le reste demeure dans la province de Bungo où elles s'emparent du château de Funai du clan Ōtomo et se préparent pour l'invasion.
Les Ōtomo sont soutenus par les armées de Sengoku Hidehisa et Chōsokabe Motochika, important seigneur des Shikoku, défait par Hideyoshi l'année précédente et qui l'a alors rejoint, bien que la province de Bungo tombe finalement aux mains des Shimazu. Sengoku et Chōsokabe les retardent, cependant, et les affaiblissent en préparation de l'arrivée des armées de Hideyoshi et de celles du clan Mōri, autre allié de Hideyoshi.
Hashiba Hidenaga, demi-frère de Hideyoshi, débarque au sud de Bungo et attaque les Shimazu à Takajō, sur la côte est du Kyūshū en 1587. Pendant ce temps, Hideyoshi emmène ses propres forces vers le sud par une route plus à l'ouest et attaque le château de Ganjaku dans la province de Chikuzen, tenu par le clan Akizuki. Plus tard cette même année, les deux frères se retrouvent dans la province natale des Shimazu à Satsuma, pour prendre d'assaut leur château de Kagoshima. En fin de compte, la ville de Kagoshima elle-même n'est pas attaquée ; les Shimazu se rendent, laissant Hideyoshi porter son attention vers le clan Hōjō de la région de Kantō, dernier clan important à s'opposer à sa domination.
Toyotomi Hideyoshi se sert de Kyūshū comme base pendant presque toutes les années 1590 lors de ses attaques de la Corée.

## Batailles de la campagne de Kyūshū

### 1586
- Siège de Toshimitsu : les Shimatsu s'emparent des châteaux de Toshimitsu et Funai appartenant aux Ōtomo, malgré les manœuvres dilatoires des alliés de Hideyoshi.
- Bataille de la Hetsugi-gawa : Sengoku, Ōtomo et Chōsokabe poursuivent la bataille et retardent les Shimazu, mais font finalement retraite, laissant la province de Bungo aux Shimazu.

### 1587
- Bataille de Takajō (aussi appelée Takashiro) : Hashiba Hidenaga attaque les Shimazu dans la province de Hyūga et les force à faire retraite vers Satsuma.
- Siège de Ganjaku : Toyotomi Hideyoshi attaque le clan Akizuki au nord du Kyūshū.
- Siège d'Akizuki : Hideyoshi continue son assaut sur les Akizuki en assiégeant le château d'Oguma ; les Akizuki se rendent.
- Bataille de la Sendai-gawa (aussi appelée Chidorigawa) : Hideyoshi et Hidenaga unissent leurs forces et commencent leur attaque de Satsuma.
- Siège de Kagoshima : Hideyoshi et Hidenaga entourent la capitale de Shimazu et obtiennent la reddition sans avoir à assiéger le château.

## Guerriers notables
- Katō Kiyomasa
- Niiro Tadamoto

## Source de la traduction
- (en) Cet article est partiellement ou en totalité issu de l’article de Wikipédia en anglais intitulé « Kyūshū Campaign » (voir la liste des auteurs).